# Connithorax barbatus
Connithorax barbatus là một loài nhện trong họ Linyphiidae. Chúng được Kirill Yuryevich Eskov miêu tả năm 1988 và chỉ được tìm thấy ở Nga.